# Ontaneta di Croviana
L'Ontaneta di Croviana è una Zona speciale di conservazione (ZSC) designata come Sito di interesse comunitario (SIC) nell'ambito della Natura 2000 (codice IT3120117). Situata nei comuni di Croviana e Monclassico, in Val di Sole, è una delle poche aree umide di fondovalle della regione, caratterizzata da ontanete e zone di risorgiva, ambienti di fondamentale importanza per la conservazione della biodiversità, si estende per circa 28 ettari a una quota media di 725 metri sul livello del mare, lungo il corso del fiume Noce. Il territorio è principalmente boschivo e attraversato da numerosi corsi d’acqua alimentati da risorgive, che garantiscono la presenza di ecosistemi ricchi e diversificati.

## Flora e habitat
L’Ontaneta di Croviana ospita una vegetazione prevalentemente ripariale, con ontaneti, canneti e prati pingui. I boschi ripariali, in particolare, sono composti da ontano bianco (Alnus incana), salici (Salix spp.) e pioppo (Populus spp.), con abbondante vegetazione arbustiva e stratificazione del sottobosco, che favorisce un ricco ecosistema sia per flora che per fauna.

### Specie vegetali
Oltre alla vegetazione dominante, sono presenti specie erbacee tipiche delle zone umide, che offrono importanti risorse trofiche per insetti e altri piccoli animali. Nei prati pingui si trovano numerose specie di fiori selvatici, che svolgono un ruolo essenziale come fonte di nettare per i lepidotteri e altri impollinatori. Alcune specie vegetali presenti sono inserite nelle liste rosse locali, considerate di rilievo per la loro rarità e specificità ambientale.

### Tipologie di habitat
Gli habitat principali dell’Ontaneta di Croviana sono:
- Boschi ripariali di ontano e salice: fondamentali per la protezione idraulica e la conservazione della biodiversità delle zone di fondovalle.
- Zone umide di risorgiva: ricche di specie igrofile e fondamentali per la sopravvivenza della fauna acquatica.
- Prati pingui e canneti: ospitano una notevole varietà di insetti e sono utilizzati come aree di alimentazione da molte specie di uccelli e farfalle.[2]

## Fauna
La fauna dell'Ontaneta è estremamente diversificata e include specie di interesse sia comunitario che locale.

### Invertebrati
Gli invertebrati presenti nel sito sono stati oggetto di numerosi studi per il loro valore come bioindicatori:
- Macroinvertebrati bentonici: questi organismi, tra cui crostacei e bivalvi, sono indicatori della qualità delle acque e delle risorgive dell’area.
- Coleotteri Carabidi: i carabidi presenti rappresentano comunità tipiche di ambienti boschivi umidi; tra questi, alcune specie come il Trichotichnus nitens sono rare e di grande interesse biogeografico poiché il loro areale si estende alle Alpi Orientali.
- Lepidotteri Ropaloceri: comprendono sia specie comuni che rare come Apatura iris e Nymphalis antiopa, strettamente legate agli ambienti di margine boschivo e alle essenze arboree del biotopo.

### Vertebrati
Tra i vertebrati, spiccano diverse specie di uccelli, mammiferi e anfibi:
- Uccelli: la ZSC ospita 31 specie di uccelli nidificanti, tra cui alcune protette dalla Direttiva Uccelli, come l’averla piccola (Lanius collurio), la cannaiola verdognola (Acrocephalus palustris) e il rigogolo (Oriolus oriolus).
- Anfibi e Rettili: l’alta qualità ecologica dell'Ontaneta ha permesso la presenza di specie come la salamandra pezzata (Salamandra salamandra) e la rana temporaria (Rana temporaria), benché vi sia scarsità di siti riproduttivi.
- Mammiferi: l'area funge da corridoio ecologico per cervi (Cervus elaphus), caprioli (Capreolus capreolus) e occasionalmente per l'orso bruno (Ursus arctos), che utilizzano la ZSC come passaggio tra i due versanti della Val di Sole.

#### Specie d'interesse comunitario
La ZSC protegge alcune specie vertebrate di interesse comunitario elencate negli allegati della Direttiva Habitat, come la trota marmorata (Salmo marmoratus) e lo scazzone (Cottus gobio). La trota marmorata utilizza i corsi d'acqua della ZSC per la riproduzione, mentre lo scazzone popola prevalentemente il vecchio alveo fluviale.

## Pressioni e minacce
Il sito dell’Ontaneta di Croviana è minacciato da numerosi fattori di pressione, sia naturali che antropici:
- Attività Agricola: l’uso di fertilizzanti e pesticidi nelle aree agricole circostanti può influire negativamente sulla qualità dell'acqua.
- Gestione Idraulica e Ciclabile: la regolazione delle portate del fiume Noce ha comportato un abbassamento della falda freatica, che minaccia le zone umide, mentre la vicinanza della pista ciclabile può introdurre disturbo ambientale.
- Sfruttamento delle Risorse Idriche: la zona è soggetta a sfruttamento per l'irrigazione e occasionalmente per l'acquacoltura, con un potenziale rischio di alterazioni nella qualità dell'acqua.

Questi fattori rischiano di ridurre la funzionalità ecologica dell'area, rendendo necessario un controllo delle attività umane e una gestione mirata per la conservazione della biodiversità.

## Obiettivi e strategie di conservazione
Il piano di gestione per la ZSC Ontaneta di Croviana mira alla conservazione e al miglioramento degli habitat e delle specie presenti, con un approccio integrato che tiene conto delle esigenze ecologiche e delle attività economiche della zona. Le principali strategie includono:
- Misure di Conservazione degli Habitat: garantire il mantenimento dell’ontaneta e delle zone umide attraverso il controllo delle risorse idriche e l'attuazione di interventi per prevenire l’invasione di specie vegetali meno igrofile.
- Interventi per la Fauna: monitoraggio delle specie a rischio, specialmente quelle rare e inserite negli allegati della Direttiva Habitat e Uccelli. Si prevede, inoltre, di mantenere aree aperte per favorire la biodiversità, con interventi di gestione forestale selettiva.
- Attività di Educazione e Sensibilizzazione: promuovere la sensibilizzazione della popolazione locale e dei visitatori, per aumentare la consapevolezza sui valori ecologici dell’area.
- Rete Ecologica e Corridoi Faunistici: sviluppare collegamenti ecologici con altre aree protette per facilitare il movimento delle specie, limitando l’isolamento biologico della ZSC.[2]

## Inquadramento normativo e gestione
L'Ontaneta di Croviana è protetta dalle normative della rete Natura 2000, che prevedono piani di gestione specifici e misure di conservazione adeguate. Le direttive europee, in particolare la Direttiva Habitat (92/43/CEE) e la Direttiva Uccelli (2009/147/CE), stabiliscono gli obiettivi di tutela per habitat e specie di interesse comunitario. A livello locale, la Provincia Autonoma di Trento ha recepito queste direttive con la Legge Provinciale n.11/2007, la quale prevede anche la collaborazione tra enti locali e associazioni ambientaliste per garantire una gestione partecipativa e integrata del sito.